# Роберт К'юзек
Роберт К'юзек (англ. Robert Cusack, 10 грудня 1950) — австралійський плавець.
Призер Олімпійських Ігор 1968 року.